# هاینریش ماتهز
هاینریش ماتهز (به آلمانی: Heinrich Matthes) (زاده ۱۱ ژانویه ۱۹۰۲-زمان مرگ نامعلوم) یک گروهبان آلمانی در دوره رایش سوم و معاون فرمانده اردوگاه مرگ تربلینکا بود.